# Alfa-sinucleína
La α-sinucleína (alfa-sinucleína) es una proteína neuronal expresada con abundancia en el cerebro y, más concretamente, predomina en las terminaciones nerviosas presinápticas de este, constituyendo más del 1% del total de proteína del citosol de las células cerebrales. Además, es el principal componente de los cuerpos de Lewy tanto en las formas esporádica como hereditaria de enfermedad de Parkinson y asimismo en la demencia de cuerpos de Lewy.
La α-sinucleína se identificó por primera vez en el órgano eléctrico del pez Torpedo Californica usando anticuerpos en vesículas colinérgicas purificadas y, concretamente, en las membranas nucleares (Maroteaux et al. 1988). Así, la denominaron proteína Sinucleína por su presencia en las vesículas sinápticas ("sin") y en la membrana nuclear ("nucleína"). En estudios posteriores se confirmó la presencia de la α-sinucleína en los núcleos (Gonçalves and Outeiro, 2013, McLean et al., 2000) More et al., 2002). Esta forma parte de la familia de las sinucleínas; esta está formada por la α-sinucleína, la β-sinucleína (identificada en las terminaciones presinápticas nerviosas del cerebro de vaca y de rata)(Nakajo et al. 1990; Tobe et al. 1992) y la γ-sinucleína, identificada primeramente como BCSGC1 en cáncer metastásico de mama (Ji et al. 1997).

## Estructura de la α-sinucleína
La alfa-sinucleína (a-syn) es una pequeña proteína intracelular que en los seres humanos es codificada por el gen SNCA, gen situado en la posición 21 del brazo largo del cromosoma 4. Esta proteína tiene un peso molecular de 14.460 Da, es soluble y tiene un punto isoeléctrico teórico de 4,67.
La alfa-sinucleína presenta 4 isoformas compuestas por 98, 112, 126 y 140 aminoácidos, siendo esta última la más abundante en humanos. En la isoforma formada por 140 aminoácidos podemos distinguir tres regiones distintas: primero, encontramos una región cargada positivamente y anfipática llamada dominio N-terminal o también conocida como extremo amino terminal, en la que están comprendidos los aminoácidos del 1 al 60. Este primer dominio contiene una secuencia conformada por 7 repeticiones imperfectas, cada una de una longitud de 11 aminoácidos, que presentan la secuencia consenso KTKEGV y es propenso a formar estructuras de hélice alfa. Esta primera región de la alfa-sinucleína, el extremo N-terminal, es la responsable de la capacidad que tiene esta proteína de unirse a las membranas. Seguidamente, se dispone el segmento central de la proteína que es exclusivo de la alfa-sinucleína y se conoce como componente no-amiloideo (NAC). Este es muy hidrofóbico y fue encontrado por primera vez en pacientes que sufrían espondilitis anquilosante o anquilopoyética (EA) y Demencia con Cuerpos de Lewy (DCL). Este dominio central ha sido denominado como el precursor del componente noamiloidogénico de las placas seniles y comprende los aminoácidos del número 61 al 95 de la alfa-sinucleína. Finalmente, encontramos el extremo carboxilo terminal o también conocido como dominio C-terminal, el cual comprende los aminoácidos del 96 al 140, entre los cuales encontramos residuos de prolina. Esta región situada en el final de la cadena de aminoácidos de esta proteína presenta un carácter ácido y posee propiedades amiloidogénicas, así como es una región no estructurada móvil.
La alfa-sinucleína ha sido tradicionalmente catalogada como una proteína intrínsecamente desestructurada y, por lo tanto, careciente de una conformación tridimensional única, estable y definida, hecho que le permite cambiar de conformación dependiendo de las condiciones del medio. Pero, aunque pertenece a este grupo de proteínas intrínsecamente no estructuradas (IUP), se sabe que, como se ha mencionado anteriormente, contiene algunas estructuras alfa-helicoidales en su región N-terminal. Así pues, en su forma nativa está desplegada y existe en diversas conformaciones en un equilibrio dinámico. Además, diferentes estudios muestran que esta proteína es sujeto de múltiples modificaciones postraduccionales, la mayoría de las cuales están relacionadas con su extremo C-terminal. Dentro de estas modificaciones postraduccionales encontramos la fosforilación, la oxidación, la acetilación, la ubiquitinación, la glicación, la glicosilación, la nitración y la proteólisis. Estas modificaciones provocan ciertos cambios en la proteína, los cuales pueden estar relacionados con su carga, hidrofobicidad y estructura, así como también pueden provocan alteraciones relativas a la afinidad y enlaces establecidos con otras proteínas y lípidos, hechos que determinan también algunas de las características de las diversas conformaciones que puede adoptar la alfa-sinucleína.

## Funciones
La proteína α-sinucleína se encuentra principalmente en el tejido nervioso, aunque está presente en menores cantidades en el corazón, músculos, ovarios, endometrio, placenta, riñón, hígado, pulmones, testículos, próstata y otros tejidos. En el interior de la célula, además de encontrarse en el citosol, donde interactúan con lípidos de membrana,  también se localiza en las mitocondrias, y concretamente en las mitocondria asociadas a la membrana del retículo endoplasmático.
Dentro del tejido nervioso se identifica en el neocórtex, el hipocampo, la sustancia negra, el tálamo y el cerebelo. Sin embargo, aunque no se conoce cuales son exactamente sus funciones, se ha podido relacionar la α-sinucleína de forma coherente y firme con las funciones presinápticas y el transporte intracelular de vesículas. Así, diferentes estudios sugieren que podría estar implicada en los siguientes procesos:
- - Interacción con fosfolípidos y otras proteínas dentro de los terminales presinápticos de las neuronas, como el transportador de dopamina, fosfolipasa D1, SNCAIP, proteína tau o la β-amiloide.[11]
  - Reciclaje de vesículas y regulación de la movilidad de las vesículas sinápticas, atenuando y restringiendo así la liberación de neurotransmisores, para controlar la transmisión de señales en las zonas presinápticas y la cantidad de vesículas que intervienen en cada transmisión.[2]
  - Intervención en la apoptosis neuronal, o muerte celular programada, en este caso de algunas de las células del tejido nervioso a través de señales celulares controladas.[7]
  - En la regulación de la reparación de las roturas de doble cadena del ADN, donde los biomarcadores que señalan daños en el ADN localizan conjuntamente con la α-sinucleína las roturas de la cadena. También interviene en la modulación del estado de modificación de la histona y en la regulación del normal funcionamiento de la célula mediante influencias en la transcripción[12]
  - Interviene en la activación de células de la microglía así como en la biosíntesis, metabolización y secreción de algunas proteínas como la dopamina.[11]

## Importancia biomédica
El estudio de diversas enfermedades neurodegenerativas está proporcionando evidencia notoria de la importancia de la estructura y función de las proteínas en su causa. Por ejemplo, las anormalidades de la α-sinucleína participan en algunos casos de enfermedad de Parkinson y en la enfermedad difusa de cuerpo de Lewy, o demencia de cuerpos de Lewy.
En cierto grado, el reconocimiento mayor de la demencia de cuerpos de Lewy se debe a los adelantos en técnicas histológicas, en particular la capacidad para detectar sinucleína mediante inmunotinción que permiten observar cuerpos de Lewy en la corteza cerebral con más claridad de lo que había sido posible.
Debido a que los cuerpos de Lewy en neuronas corticales no están rodeados por un halo preciso, como en la sustancia negra en casos de enfermedad de Parkinson, no se apreciaron con facilidad hasta que se desarrollaron estas tinciones de anticuerpo. De manera indudable, el hecho de que el principal componente del cuerpo de Lewy es α-sinucleína agrupada, ha de resultar importante para comprender tanto la enfermedad de Parkinson como la demencia de cuerpo de Lewy.

## α-sinucleína y enfermedad de Parkinson

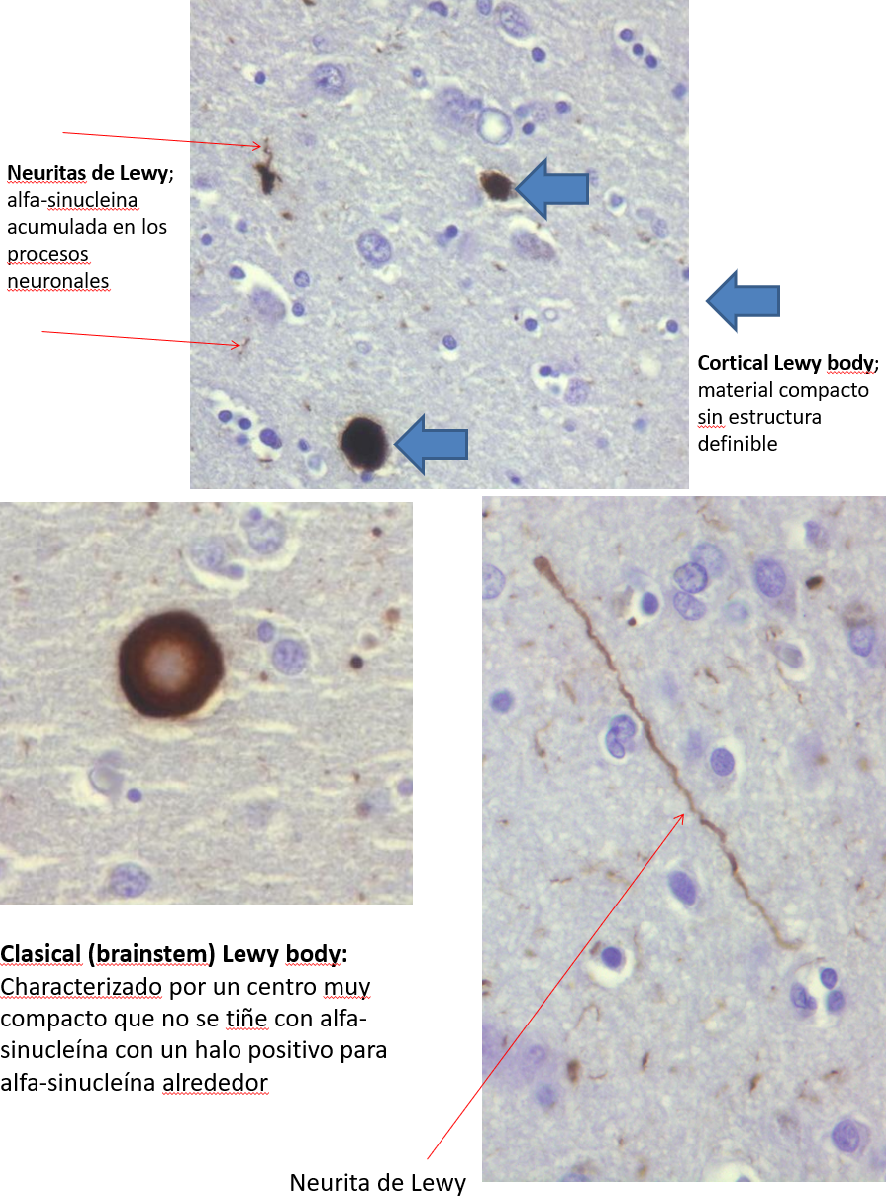
Cuerpos de Lewy y Neuritas de Lewy con acumulación de alfa-sinucleína.

Hace unos 20 años, los científicos creían que no había ninguna relación directa entre la enfermedad de Parkinson y la genética. Sin embargo, hoy en día se tienen evidencias de que al menos un 10% de los pacientes de la enfermedad de Parkinson sufren esta enfermedad por causas genéticas conocidas, aunque se estima que un 30% del riesgo vinculado a esta enfermedad podría ser explicado también a través de la genética. Por lo tanto, se cree que existe una participación importante del rasgo hereditario en los casos esporádicos de la enfermedad. Por esta razón, se está investigando esta enfermedad desde esta nueva perspectiva genética para poder así acercarnos, poco a poco, al descubrimiento de un posible tratamiento. Los científicos han descubierto cambios que afectan a unas 80 localizaciones de genes distintas que podrían influir en el desarrollo de esta enfermedad neurodegenerativa. Por ejemplo, se llegó a informar de un aumento de 13 veces en la susceptibilidad a la enfermedad en pacientes que presentan la combinación de genotipos α-sinucleína y apolipoproteína E, pero esto aún debe  confirmarse.
La primera conexión genética establecida con la enfermedad de Parkinson fue la que relaciona esta con el gen SNCA, el cual sintetiza la proteína α-sinucleína. Por lo tanto, la α-sinucleína ha sido vinculada con la enfermedad de Parkinson a raíz de dos hallazgos distintos. En primer lugar, encontramos el descubrimiento anteriormente mencionado, es decir, el hallazgo de que las mutaciones puntuales en el gen SNCA son patógenas para las formas famililares de esta enfermedad neurodegenerativa. Esto fue descubierto en 1997 por investigadores del National Institute of Health situado en Estados Unidos. Además, en otro estudio hecho en cuatro familias sin relación con la rara variedad autosómica dominante de la enfermedad de Parkinson se identificó una mutación en el cromosoma 4 que codifica para una variedad aberrante de la sinucleína (Polymeropoulos et al). Se describió asimismo una familia en que la causa genética primaria es una copia extra no mutante del gen de α-sinucleína. En segundo lugar, se demostró, además, que el componente principal de los Cuerpos de Lewy y las Neuritas de Lewy en la enfermedad de Parkinson idiopática o esporádica es la proteína sobre la que se centra este artículo, es decir, la α-sinucleína. A raíz de todas estas investigaciones, se ha visto que hay una mayor expresión de esta proteína, así como formas patológicamente alteradas de la α-sinucleína, en la patogénesis de la enfermedad de Parkinson, tanto en la esporádica como en la familiar. Por lo tanto, se ha podido establecer una correlación entre esta enfermedad y esta proteína.
Hoy en día aún no se conoce con exactitud como esta neurodegeneración es producida por las anomalías de la α-sinucleína, pero se han ido proponiendo varias posibilidades plausibles. Hay evidencias de que la α-sinucleína, que en su correcta conformación es soluble como hemos visto anteriormente, se pliega de manera errónea y pasa a formar oligómeros patológicos y agregados insolubles que se fibrilizan y, a continuación, se depositan en los Cuerpos de Lewy y las Neuritas de Lewy. Estas estructuras se encuentran en las neuronas afectadas por la enfermedad de Parkinson. Hemos podido situar esta proteína dentro de estas estructuras gracias a las técnicas de inmunotinción, que permiten identificar la α-sinucleína y algunas otras proteínas menos específicas, como ubicuitina y tau, dentro de los cuerpos de Lewy.
De este hecho se deduce que la formación de estos agregados incapacita a la α-sinucleína para realizar las funciones normales que se le atribuyen. Hay distintas consecuencias que podría provocar este plegamiento erróneo de la α-sinucleína, el cual es el detonante de la acumulación patológica de estas proteínas en el cerebro que puede traducirse en una enfermedad neurodegenerativa como la anteriormente mencionada, la enfermedad de Parkinson. Entre estas consecuencias encontramos, por ejemplo, la interrupción del transporte axonal, el aumento del estrés oxidativo, la pérdida de función mitocondrial, el secuestro de otras proteínas, la disfunción sináptica, que afecta negativamente al proceso de comunicación neuronal, y la inhabilitación del sistema ubiquitina-proteasoma (UPS). Se ha visto que todas estas consecuencias pueden ser agravadas si, juntamente con la α-sinucleína, otras proteínas sintéticas que establecen interacciones con esta también son acumuladas en los Cuerpos de Lewy y las Neuritas de Lewy. Además, también ha podido observarse que la propensión al plegamiento erróneo de la α-sinucleína aumenta por los valores altos de esta proteína, así como que este proceso se acelera por defectos en las proteínas de choque por calor que acompañan a la α-sinucleína al interior y exterior de la célula.
En conclusión, el conjunto de estos hallazgos indica que es posible que la inestabilidad y el plegamiento erróneo de la α-sinucleína sean el defecto proteínico primario en estas formas de enfermedad de Parkinson.

## Posibles propuestas de terapias para curar la enfermedad de Parkinson en un futuro
Como se ha comentado en el apartado de “Enfermedad de Parkinson y α-sinucleína”, la α-sinucleína puede plegarse de manera errónea y pasar a formar oligómeros patológicos y agregados insolubles que se acaban depositando en los Cuerpos de Lewy. Se cree que esto podría ser un causante principal de la neurodegeneración. 
Algunos estudios recientes hablan de diversos métodos para reducir la toxicidad provocada por la α-sinucleína. Una opción sería conseguir que la propia neurona realizase la autofagia de esta proteína y de este modo eliminase el exceso de ella. También se propone eliminar el exceso de α-sinucleína en el espacio extracelular mediante la inmunización innata y adaptativa. Además, los anticuerpos dirigidos a la C-terminal de truncamiento, oxidación y nitración podrían reducir la propagación e inhibir la oligomerización de esta. 
Se ha visto que el uso de anticuerpos “anti-α-sinucleína” en ratones transgénicos ha disminuido la presencia de esta proteïna en el espacio extracelular, menguando así la transmisión de la proteïna de célula a célula, así como la reducción de la neurodegeneración y las dificultades funcionales. Sin embargo, hay otra manera más rápida de reducirla; en lugar de disminuir la presencia de α-sinucleína en el cerebro, debe reducirse específicamente en el CSF. 
Este estudio propone una hipótesis: alterar los niveles de proteínas solubles en el CSF también altera sus niveles en el parénquima cerebral. En la enfermedad de Parkinson, la α-sinucleína se mueve en equilibrio entre el fluido intersticial y el fluido cerebroespinal. Por tanto, podemos llegar a la conclusión que si de alguna forma podemos disminuir la cantidad de α-sinucleína en el fluido cerebroespinal, también se va a reducir en la zona extracelular, evitando así su acumulación y disposición en el cerebro.
Hoy en día existen diferentes propuestas para eliminar péptidos α-sinucleína del sistema nervioso central, basados en acceder al fluido cerebroespinal e ir depurando mediante dispositivos de filtración. La proteína podría ser detectada ya sea por su mida o bien mediante técnicas inmunológicas. 
En conclusión, este estudio da luz a la posibilidad que mediante la disminución de los niveles de α-sinucleína en el fluido cerebroespinal gracias a técnicas avanzadas, sería posible reducir la neurodegeneración.

## El manitol y la α-sinucleína[18]
El manitol es un edulcorante que se obtiene de las algas y se encuentra en cosas como los chicles sin azúcar. Aun así, lo que realmente nos llama la atención de esta sustancia es que podría ser el siguiente paso en el camino de encontrar un tratamiento contra la enfermedad de Parkinson.
No sería la primera vez que se utiliza como fármaco ya que es utilizado para disminuir la inflamación del cerebro y tratar la insuficiencia renal. En el caso de utilizarlo contra la enfermedad de Parkinson, se haría debido a su capacidad de evitar la acumulación de la α-sinucleína, proteína que juega un papel crítico en el desarrollo y progresión de esta enfermedad.
El problema ocurre cuando esta proteína sufre un defecto y se acumula en una región del cerebro denominada sustancia negra, provocando así la muerte de las neuronas que producen dopamina, un neurotransmisor esencial para llevar a cabo los movimientos, entre otras importantes funciones.
En condiciones normales, existen unas determinadas proteínas, las chaperonas, que se encargan de ayudar a la α-sinucleína a adquirir una forma tridimensional determinada, lo que le permite poder realizar su función (la estructura de las proteínas está directamente ligada a la función que la misma va a realizar). En el caso  del Párkinson, las α-sinucleínas se pliegan de una forma inadecuada, lo que hace que se acumulen en la sustancia negra del cerebro, como bien decíamos anteriormente.
Por lo tanto, lo que se trata de conseguir es encontrar “ese algo” que ayude a la α-sinucleína a recobrar su forma, evitando así que se acumule en el cerebro.
Los investigadores de la Universidad de Tel Aviv creían que esa sustancia podría ser el manitol, ya que gracias a su capacidad de traspasar la barrera hematoencefálica podría llegar el cerebro y allí actuaría como una chaperona química, ayudando a que la α-sinucleína recobrase su forma.
Esta investigación se desarrolló en 2013 y desde entonces se ha seguido  investigando cómo hacer para que el manitol se pueda utilizar, junto con otras moléculas, en la inhibición de la α-sinucleína. Por lo tanto, aunque no se haya conseguido llegar a ninguna idea concisa, sí que se mantiene la hipótesis de que el manitol tiene toxicidad hacia la α-sinucleína y que en un futuro podría utilizarse como tratamiento contra enfermedades como el Párkinson.

## Toxicidad de la α-sinucleína
Existen dos mutaciones principales en el cromosoma 4q: A53T, A30P en las que se promueve la oligomerización de α-sinucleína. Los mecanismos de toxicidad de la α-sinucleína propuestos en la enfermedad de Parkinson según el modelo de Eriksen, Dawson, Dickson y Petrucelli. De acuerdo con este modelo, están elevados los valores de α-sinucleína debido a:
- Duplicación de una copia del gen α-sinucleína.
- Mutaciones de punto en el gen α-sinucleína que generan acumulaciones excesivas de sinucleína.
- Mutaciones en los genes parkin y UCH-L1 que disminuyen la eliminación normal de sinucleína por los proteosomas.

El exceso de sinucleína se polimeriza para formar protofibrillas, un proceso que aumenta por defectos en las proteínas de choque por calor o por acción de la dopamina, que se une a sinucleína. A su vez, ello conduce a la formación de cuerpos de Lewy. Este modelo atribuye la neurotoxicidad a las protofibrillas de los cuerpos de Lewy.

## Relación entre los trastornos del sueño y la α-sinucleína
En el 2020 se publicó un artículo en la revista John Wiley & Sons, Inc. cuyo principal objetivo era investigar qué relación había entre la concentración de α-sinucleína en el fluido cerebroespinal y el sueño de los adultos de edad avanzada. 
Los problemas del sueño como el sueño de movimientos oculares rápidos (MOR o REM, en sus siglas en inglés) y RBD que han sido identificados como síntomas en una gran variedad de enfermedades neurodegenerativas (como la enfermedad de Parkinson, atrofia multisistémica o MSA, demencia, entre otros), tienen más importancia a medida que la persona envejece.
En el estudio se ha observado que horarios irregulares de sueño o dormir de forma excesiva o insuficiente contribuyen a la disminución de niveles de α-sinucleína del fluido cerebroespinal (CSF). Todo esto nos indica que una mala calidad del sueño puede estar asociada con niveles bajos de α-sinucleína en personas de edad avanzada que carecen de trastornos neurológicos. De modo que se le atribuya a esta proteína un papel importante en la mejora del sueño en terapias futuras para trastornos neurodegenerativos. Es más, un análisis demostró que enfermeras que trabajaban durante el turno de noche (y por tanto no tenían un horario regular del sueño) presentaban un riesgo más alto de padecer la enfermedad de Parkinson.
En conclusión, podemos deducir que un horario irregular de sueño baja los niveles de α-sinucleína en el fluido cerebroespinal y esto puede ir ligado al desarrollo de enfermedades neurodegenerativas.